# Lamasee
Der Lamasee (russisch Озеро Лама), früher Dawydowosee (Озеро Давыдово) genannt, ist ein 318 km² großer See im Putorana-Gebirge, dem Nordwestteil des Mittelsibirischen Berglands, in der russischen Region Krasnojarsk.

## Geographische Lage
Der Lamasee liegt rund 330 km nördlich des nördlichen Polarkreises im Westteil des Putorana-Gebirges (max. 1701 m). Er erstreckt sich durchschnittlich knapp 100 km ostnordöstlich von Norilsk. Weder am See noch in seiner Umgebung gibt es Siedlungen, aber an seinem Ufer stehen mancherorts Isbas, traditionelle russische Holzhütten.
Die umliegenden Berge sind in den nordwestlichen Charaelachbergen bis 956 m hoch, in den nördlichen Miktschangdabergen  bis 1167 m, in den nordöstlichen Butscharamabergen  bis 1297 m und in den südlichen Lamskiebergen bis 1267 m; südöstlich seines Ostendes erreichen sie maximal 1582 m Höhe. Während der See von der Miktschangda und anderen Bächen, wie Kaptschuk, Kygam und Neralach gespeist wird, ist die Lama sein einziger Abfluss; letztere entwässert über die kurze Talaja in den Melkojesee, dessen Wasser letztlich über die Pjassina in die Karasee fließt.
Der etwa 45 m hoch gelegene See ist rund 80 km lang und bis 7 km breit. Seine maximale Tiefe im Seebecken tektonischer Herkunft liegt bei etwa 300 m; es wird vermutet, dass der wenig erforschte See sogar bis zu 600 m tief ist. Sein Einzugsgebiet ist etwa 6210 km² groß.
Benachbart ist der nördliche Kaptschuksee, der zum Einzugsgebiet des Sees gehört, und außerhalb dieses Gebiets liegen südsüdöstlich der Sobatschjesee, südwestlich der Glubokojesee und westsüdwestlich der Melkojesee.

## Geschichte

### Name
Auf der 1911 vom russischen Generalstab veröffentlichten Karte des asiatischen Russlands trägt der darauf entfernt von seiner realen Form verzeichnete See den Namen Dawydowosee. Das heutige Hydronym Lama stammt vom tungusischen Wort Laamu, das See, Ozean oder Großes Wasser bedeutet.

### Erforschung
Der Lamasee wurde erstmals durch den russisch-sowjetischen Geologen und Polarforscher Nikolai Urwanzew und seinem Kollegen Basanow während einer Expedition von 1921 erforscht und beschrieben.

### Gulag
Nach der Annexion der baltischen Staaten in die Sowjetunion wurden am 28. Juni 1941 insgesamt 42 baltische Offiziere von Estland (15), Lettland (13) und Litauen (14) als Feinde des neuen stalinistischen Staatssystems verhaftet und ohne Anklage in einen Gulag (Straflager) am Lamasee geschickt. Mit einem Zug wurden sie nach Krasnojarsk, danach weiter per Schiff auf dem Jenissei nach Dudinka, dann mit einem Zug nach Norilsk und schließlich per Boot in das Lager deportiert. Einer von ihnen starb bereits in Norilsk, die restlichen 41 Personen wurden im Lager in nur einer großen Hütte interniert. Bis 1945 starben alle aufgrund von Hunger, Kälte und Krankheiten. Es sind weder Anlagen noch Hütten erhalten, doch am See befinden sich mehrere Gedenkstätten mit Denkmälern und Gedenktafeln.

### Atomexplosionen für die Volkswirtschaft
Während des sowjetischen Programms „Atomexplosionen für die Volkswirtschaft“, mit dem Ziel Kernwaffen für Zivilzwecke nutzbar zu machen, fanden nördlich des Lamasees nahe dem Kap Tonki (⊙) im Rahmen seismischer Sondierungen zwei unterirdische Kernwaffentests statt:
- Horizont-3 (⊙), 29. September 1975, Sprengkraft 7,6 Kilotonnen TNT-Äquivalent, 830 m Tiefe
- Meteorit-2 (⊙), 26. Juli 1977, Sprengkraft 13 Kilotonnen TNT-Äquivalent, 850 m Tiefe

## Klima, Flora und Fauna

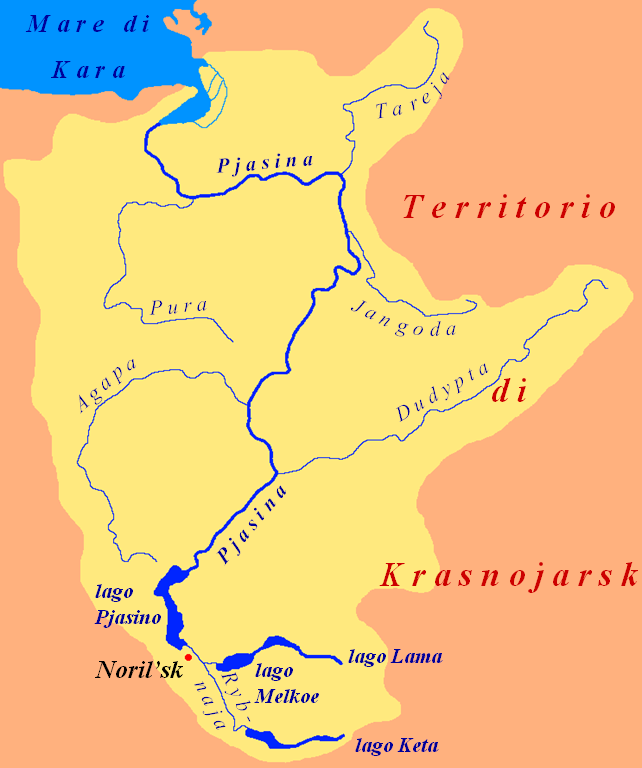
Lage des Lamasees im Einzugsgebiet der Pjassina

Die Region des Lamasees liegt im Bereich des Permafrostbodens. Der See ist alljährlich von Oktober oder November bis Juni von Eis (ca. 80 bis 100 cm) bedeckt. An seinen Ufern gedeihen boreale Nadelwälder (Taiga) und auf den Bergen seiner Umgebung herrscht die Tundra mit Moosen und Flechten. Im fischreichen See leben zum Beispiel Barschfische, Hechte und Lachsfische.

## Tourismus
Der abseitige Lamasee ist attraktives Touristenziel. Im Sommer bringen Ausflugsboote viele Besucher zum See. Dorthin fahren sie von der zwischen Norilsk und dessen nordöstlichen Stadtteil Talnach gelegenen Anlegestelle bei der Ansiedlung Waljok über die Flüsse Norilka und Talaja, durch den Melkojesee und über den Fluss Lama. Die Hinfahrt, flussaufwärts, dauert etwa fünf und der Weg zurück zirka drei Stunden.